# Мадия (Гайана)
Мадия (англ. Mahdia) — населённый пункт в государстве Гайана. Административный центр региона Потаро-Сипаруни.

## География
Населённый пункт расположен в глубине континента, на реке Потаро.

## История
Населённый пункт был образован в 1884 году, когда после ликвидации института рабства в эти места в поисках золота прибыли из других регионов бывшие чернокожие рабы. Впоследствии в этих местах обосновалась «British Consolidated Mining Company», благодаря чему здесь появились административные здания. В 1933 году через Потаро был построен висячий мост, и Мадия получила сухопутную связь с Бартикой (до этого сюда можно было добраться только по воде).

## Население
В 2002 году здесь проживало 1617 человек.

## Экономика
Экономика Мадии основана на добыче золота и алмазов.